# All camperol
El porradell o all camperol (Allium ampeloprasum), és una espècie de planta amb flors perenne vivaç pertanyent a la família de les amaril·lidàcies. En català també rep els noms d'all bord, all de bruixa, all de moro, all de serp, all del dimoni, all porrer, all porret, all porrit, all porro, all salvatge, alla, alls porrers, calabruix, calabruixa, ceba, porrit, porro bord, porro salvatge i porro silvestre. També s'han recollit les variants lingüístiques porratell i porretell. Cal confondre aquesta espècie amb Allium ampeloprasum Thunb., Prodr. Pl. Cap.: 65, 1794, nom. illeg. que és un sinònim de Allium rotundum L. l'all romà.
Les diferents subespècies d'aquesta planta són comestibles i són utilitzades a la cuina. Els porros són varietats cultivars d'aquesta espècie.
És natiu del sud-oest d'Europa fins a l'Àsia, creix en fenassars i marges. Les formes conreades estan presents a tot el món i es cultiven especialment a Europa, el nord d'Àfrica i Amèrica.

## Morfologia

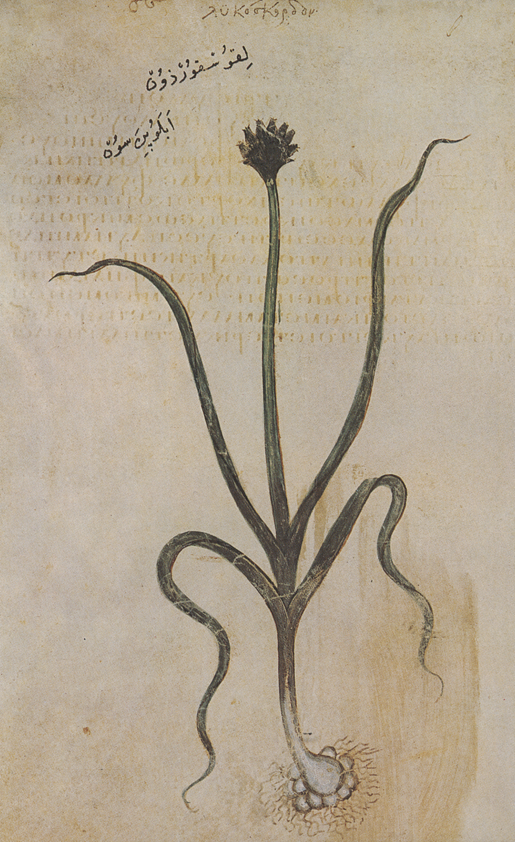
Il·lustració en Dioscòrides, Codex Aniciae Julianae, circa 512AD

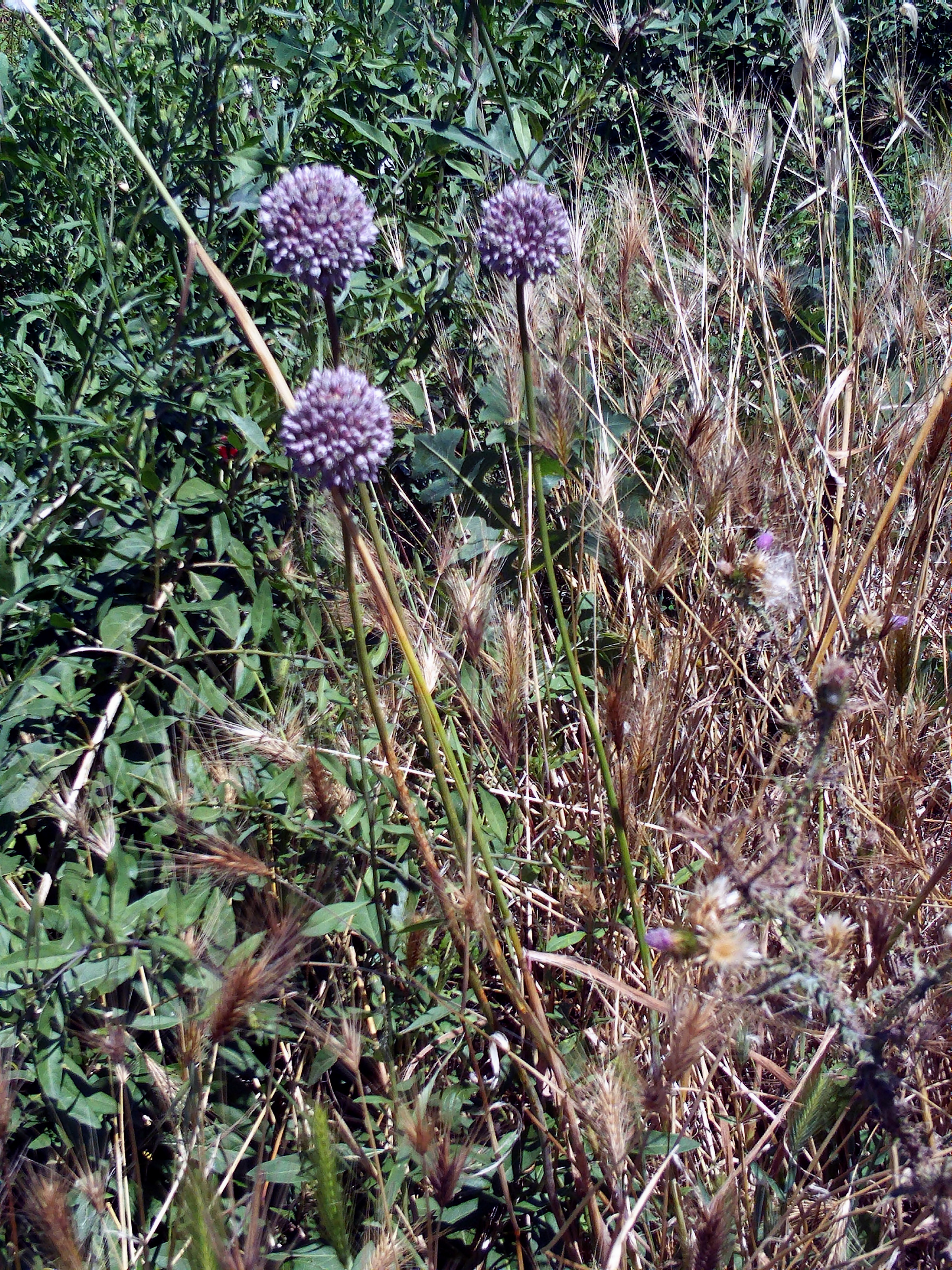
Vista general en el seu hàbitat.

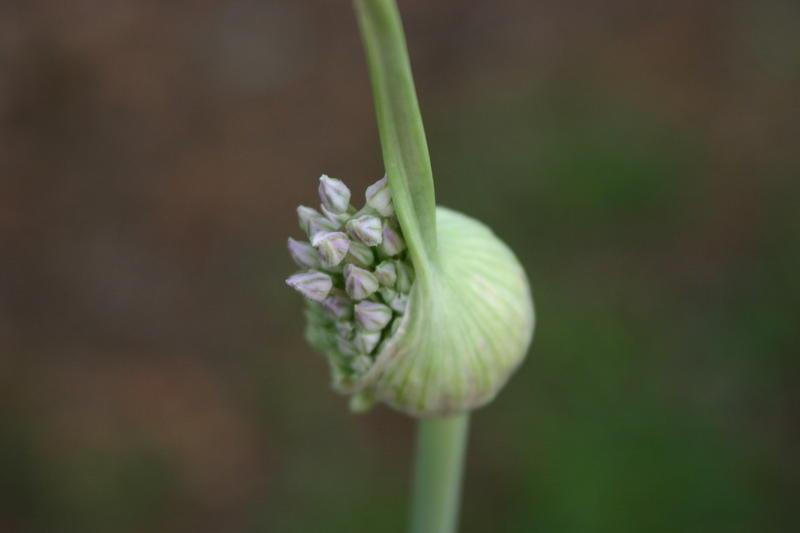
Ruptura de l'espata.

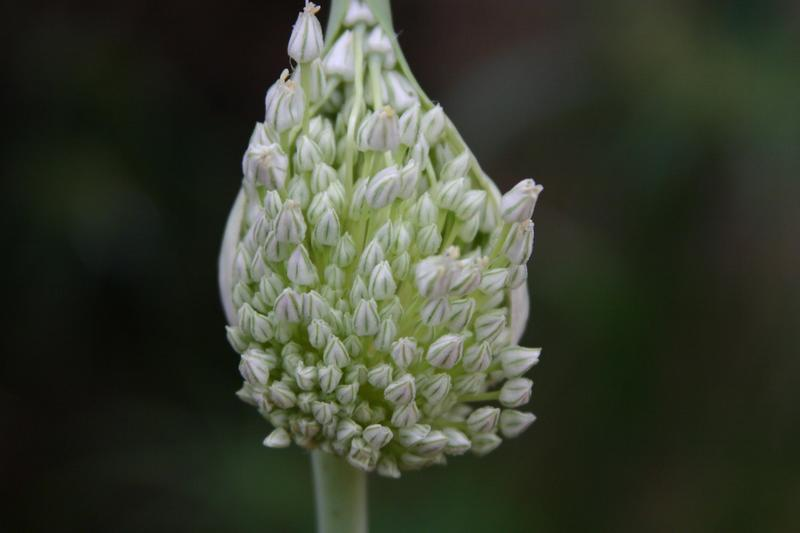
Antesi incipient.

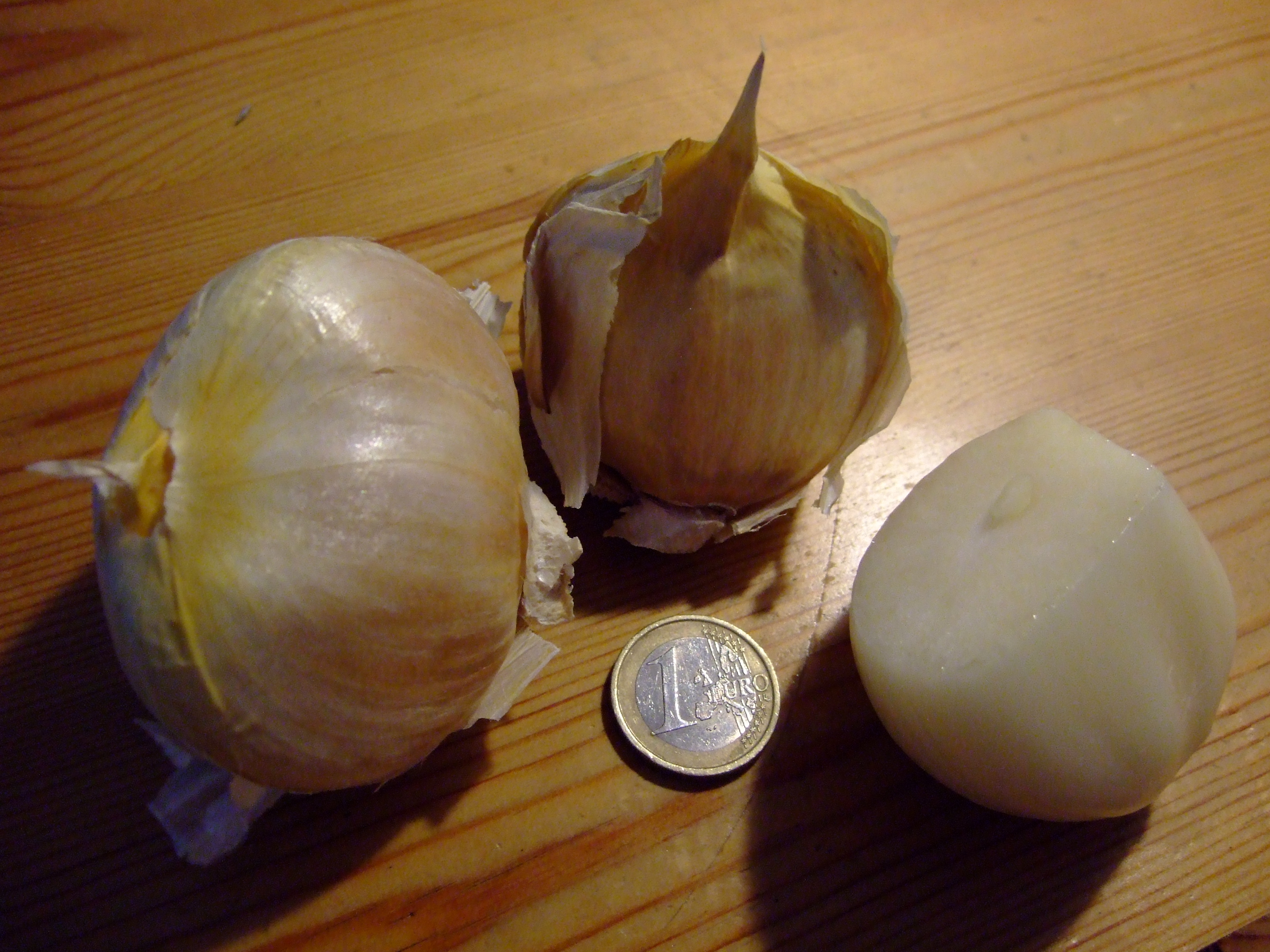
Bulbs

Són plantes que aconsegueixen una grandària d'1 m d'altura. Bulb ovoide amb bulbils, de 3-4 cm d'ample, amb escates. Escap que sorgeix del centre del bulb. Fulles 6-12, linears, de 1-2 cm d'ample, planes, caigudes. Les inflorescències en umbel·les globoses amb moltes flors. Espata de bec llarg. Tèpals lanceolats, 4-5 mm de llarg, de color blanca a rosat clar, cadascun amb una vena, la superfície exterior verda.

## Taxonomia
A. ampeloprasum va ser descrit per Carl von Linné i publicat a Species Plantarum 1: 294. 1753.

### Etimologia
Allium: primitivament ālĭum, i també el vulgar aleum en llatí. Tanmateix, sembla que el terme té un origen cèltic i significa "cremar", en referència a la forta olor acre de la planta. Un dels primers a utilitzar aquest nom per a finalitats botàniques va ser el naturalista francès Joseph Pitton de Tournefort (1656-1708).
ampeloprasum: epítet llatí, derivat del grec άμπδλόπρασον de άμπδλός, vinyer, i πρασον, zostera (l'"herba de vidriers" o "cebes de mar", planta marina de fulles verdes embeinants llargues i estretes semblants a les de l'all porro), "espècie de porro que creix en els vinyers" (Ampeloprason in vinetis nascitur, foliis porri), segons Plini el Vell (Naturalis Historia, 24, 136).

### Subespècies
Hi ha tres subespècies reconegudes: 
- Allium ampeloprasum L. subsp. ampeloprasum (all bord o també all de bruixa i porro de bosc).[1]
- Allium ampeloprasum L. subsp. polyanthum (all de bruixa o també porradell, porro bord i porro de porc, més la varietat lingüística porraguell)[1]
- Allium ampeloprasum L. subsp. bimetrale (porradell,)[1]

### Sinonímia
S'han descrit una gran quantitat de subespècies, varietats i formes que han romàs com a simples sinònims.

#### Homotípics
- Porrum ampeloprasum (L.) Mill.
- Allium ampeloprasum subsp. euampeloprasum Hayek, des. inval.
- Allium porrum subsp. euampeloprasum Breistr.
- Allium porrum var. ampeloprasum (L.) Mirb.

#### Heterotípics
- Allium adscendens Kunth
- Allium albescens Guss.
- Allium ascendens Tingues.
- Allium babingtonii Borrer
- Allium bertolonii De Not.
- Allium byzantinum K.Koch
- Allium duriaeanum Regel, nom. illeg.
- Allium durieuanum Walp.
- Allium gasparrinii Guss.
- Allium halleri G.Do, nom. illeg.
- Allium holmense Mill. exKunth
- Allium kurrat Schweinf. ExK.Krause
- Allium laetum Salisb.
- Allium lineare Mill., nom. illeg.
- Allium porraceum Gray
- Allium porrum L.
- Allium pylium De Not.
- Allium scopulicola Font Quer
- Allium spectabile De Not.
- Allium syriacum Boiss.
- Allium thessalum Boiss.
- Porrum amethystinum Rchb.
- Porrum commune Rchb.
- Porrum sativum Mill.
- Allium ampeloprasum subsp. halleri Nyman
- Allium ampeloprasum subsp. porrum (L.) Hayek
- Allium ampeloprasum subsp. thessalum (Boiss.) Nyman
- Allium scorodoprasum subsp. babingtonii (Borrer) Nyman
- Allium ampeloprasum var. babingtonii (Borrer) Syme
- Allium ampeloprasum var. bertolonii (De Not.) Nyman
- Allium ampeloprasum var. bulbiferum Syme
- Allium ampeloprasum var. bulgaricum Podp.
- Allium ampeloprasum var. caudatum Pamp.
- Allium ampeloprasum var. gasparrinii (Guss.) Nyman
- Allium ampeloprasum var. gracile Cavés
- Allium ampeloprasum var. holmense Asch. & Graebn.
- Allium ampeloprasum var. porrum (L.) J.Gai
- Allium ampeloprasum var. pylium (De Not.) Asch. & Graebn.
- Allium ampeloprasum var. wiedemannii Regel
- Allium porrum var. kurrat (Schweinf. ExK. Krause) Seregin
- Allium ampeloprasum f. holmense (Asch. & Graebn.) Holmboe[9]